# لغة رومانيولية
لغة رومانيولو هي لغة رومانسية يتحدث بها في رومانيا (شمال إيطاليا وهي جزء من إقليم إميليا رومانيا) وجمهورية سان مارينو وماركي الشمالية.